# دايو أدي
دايو أدي هو ممثل كندي، ولد في 1972 في لاغوس في نيجيريا.

## وصلات خارجية
- دايو أدي على موقع IMDb (الإنجليزية)
- دايو أدي على موقع ألو سيني (الفرنسية)
- دايو أدي على موقع قاعدة بيانات الفيلم (الإنجليزية)
- دايو أدي على موقع كينوبويسك (الروسية)